# The Exchange 106
La The Exchange 106 est un gratte-ciel à Kuala Lumpur en Malaisie. Il s'élève à 453.8 mètres. Sa construction s’est achevée en 2019.

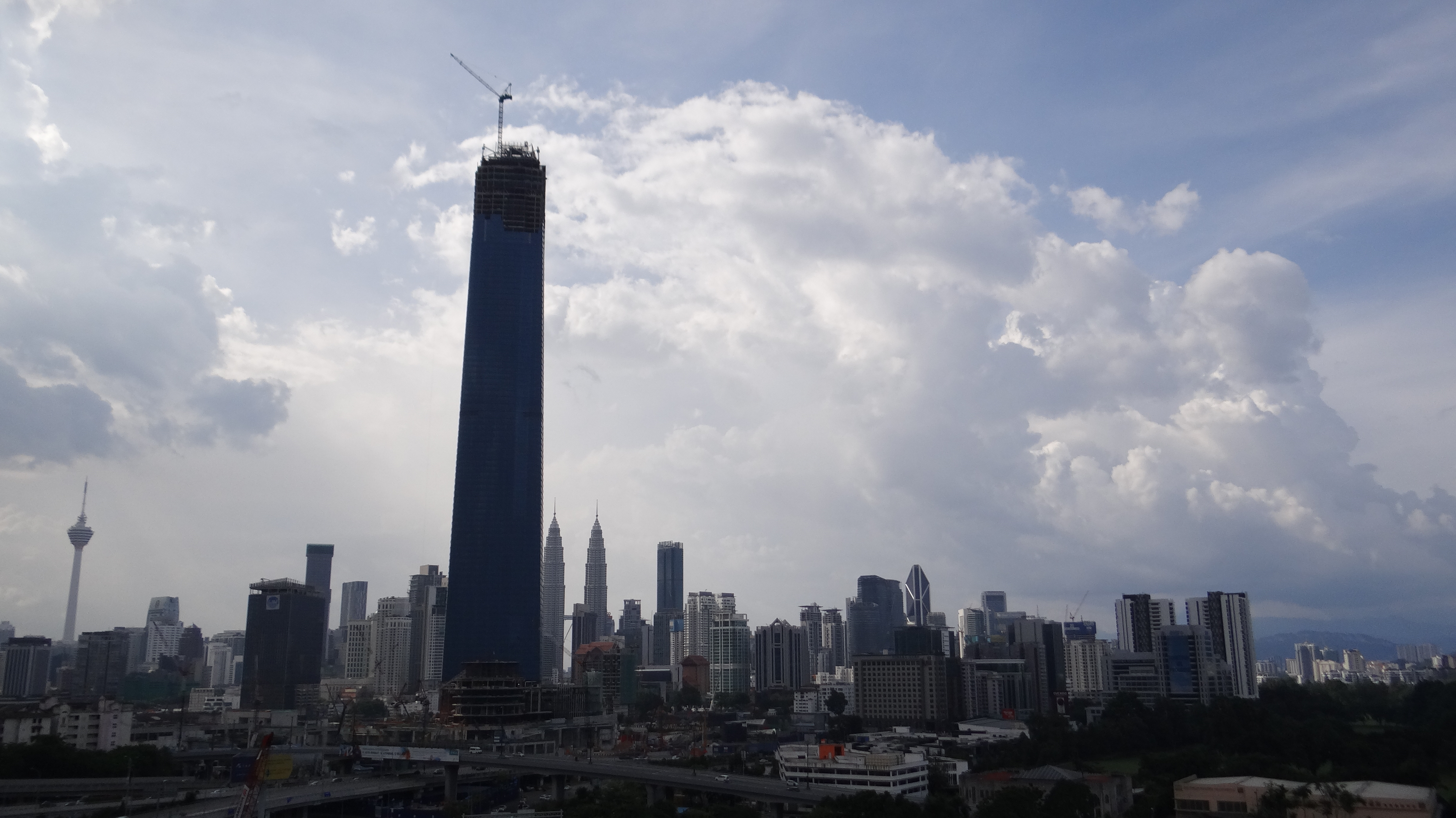
Vue de la tour en construction depuis le toit du centre commercial "MyTown"